# Cass-Report
Der Cass-Report, vollständige Bezeichnung Independent Review of Gender Identity Services for Children and Young People, wurde am 10. April 2024 veröffentlicht. Er wurde vom britischen Gesundheitsdienst NHS im Herbst 2022 in Auftrag gegeben und von der früheren Präsidentin des Royal College of Paediatrics and Child Health, Hilary Cass, verfasst. Sein Gegenstand ist die Behandlung von genderinkongruenten Kindern und Jugendlichen durch den NHS. Er fasst zusammen, was über Jugendliche, die den NHS um Unterstützung bei der Entwicklung ihrer Genderidentität bitten, bekannt ist, und gibt Empfehlungen für ihre Betreuung und ihren Zugang zu medizinischen Maßnahmen.

## Kontext
Die Anzahl der Jugendlichen, die beim NHS wegen ihrer Genderidentität um Behandlung und Hilfe bitten, ist in den letzten zehn Jahren deutlich gestiegen; vergleichbare Entwicklungen sind aus anderen europäischen Ländern bekannt. Insbesondere die Anzahl der bei Geburt als weiblich eingestuften Jugendlichen mit Genderinkongruenz stieg dramatisch, während die Behandlungsstrategien eher auf die bis vor etwa zehn Jahren vorherrschenden Problemstellungen von bei der Geburt als männlich eingestuften Jugendlichen zugeschnitten waren. Es wurde auch festgestellt, dass viele ratsuchende Jugendliche gleichzeitig mit der Genderinkongruenz andere Probleme hatten. Um die Ursachen für das Wachstum und die ungleiche Verteilung der ratsuchenden Jugendlichen zu finden, wurde die University of York mit einem systematischen Review der vorhandenen Untersuchungen zu diesem Thema beauftragt. Die Daten wurden mit dem Mixed Methods Appraisal Tool und der Newcastle-Ottawa-Scale ausgewertet, weil Doppelblindstudien zu diesem Thema nicht existieren. Außerdem wurden zahlreiche betroffene Jugendliche, Eltern und Fachkräfte befragt.

## Die wichtigsten Ergebnisse im Überblick
- Für die schnelle Zunahme von Jugendlichen mit Genderproblemen gibt es keine einfache Erklärung, sie ist ein Ergebnis eines komplexen Zusammenspiels biologischer, psychologischer und sozialer Faktoren.
- Die unterschiedlichen klinischen Herangehensweisen und die vom üblichen medizinischen Standard abweichenden hohen Erwartungen lassen manche NHS-Ärzte vor einer Behandlung genderdysphorischer Jugendlicher zurückschrecken.
- Die internationale Auswertung von Behandlungsrichtlinien ergab, dass keine dieser Regeln beim NHS uneingeschränkt angewendet werden kann.

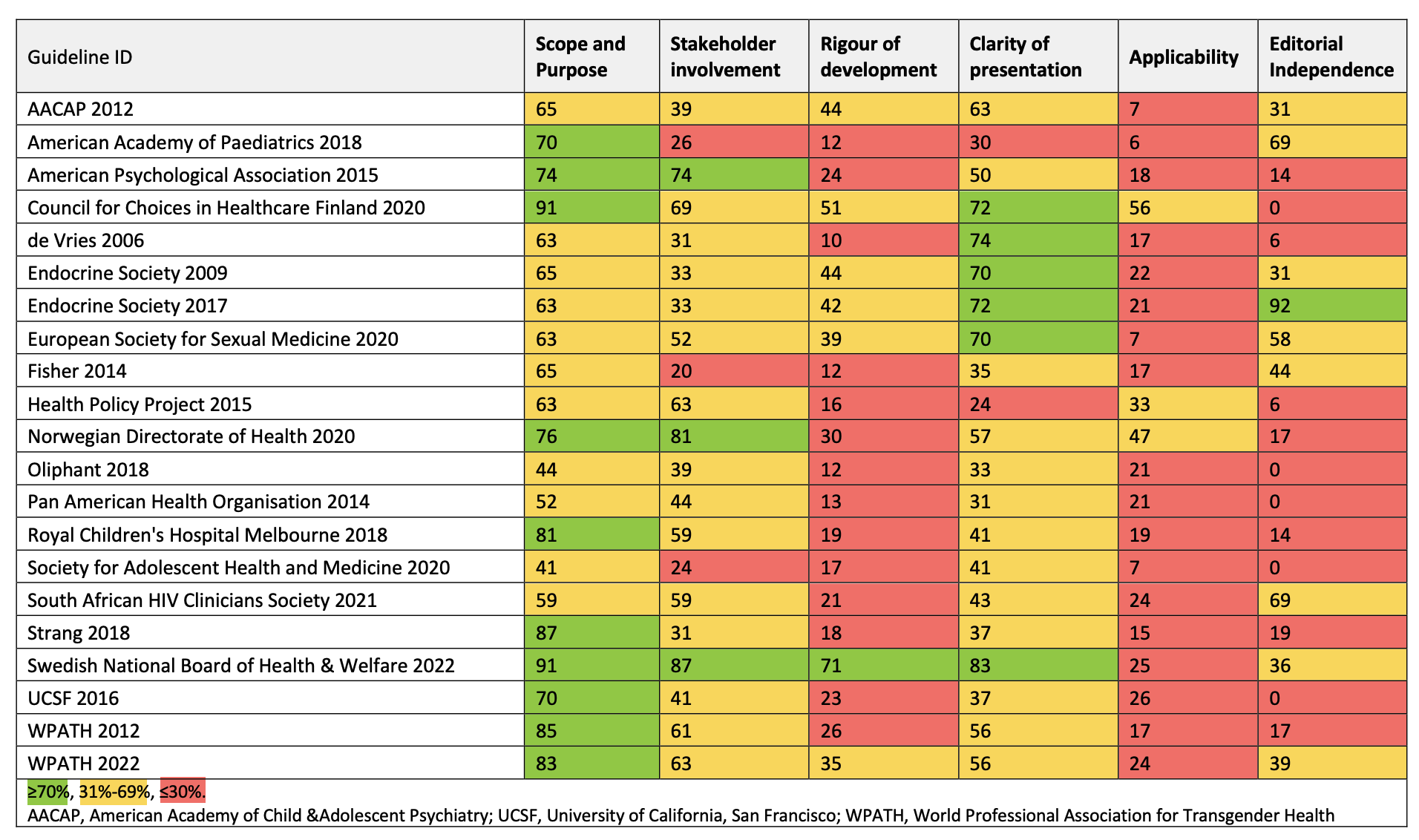
Überblick über die wissenschaftliche Fundierung von internationalen Richtlinien zur Behandlung von Transgender-Jugendlichen laut Cass-Report

- Die Qualität vieler der auf den ersten Blick recht umfangreichen Studien zu diesem Thema lässt bei einer systematischen Untersuchung deutliche Mängel erkennen, vor allem hinsichtlich der Faktenbasis für die Entscheidungen von Ärzten, Kindern und Familien.
- Sowohl die Stärken als auch die Schwächen der Datenbasis zu diesem Thema werden häufig überschätzt.
- Die Kontroverse über die medizinische Behandlung lenkte die Aufmerksamkeit von den individuellen Bedürfnissen genderdysphorischer Jugendlicher weg.
- Die Argumente für eine frühe Unterdrückung der Pubertät durch Pubertätsblocker sind nicht deutlich; ihre Folgen für die psychosoziale, mentale und kognitive Entwicklung sind unbekannt.
- Die Langzeitfolgen der Einnahme feminisierender/maskulinisierender Hormone durch unter 18-Jährige sind trotz deren häufiger Anwendung durch transgeschlechtliche Erwachsene nicht bekannt.
- Ärzte können nicht vorhersagen, welche transgeschlechtliche Identität wirklich dauerhaft ist.
- Für die meisten jungen Menschen sind medizinische Maßnahmen nicht der beste Weg zur Lösung ihrer genderbezogenen Probleme. Bei denjenigen, bei denen medizinische Maßnahmen angeraten sind, müssen dennoch psychische und psychosoziale Probleme in die Betrachtung einbezogen werden.
- Medizinische Innovation muss durch Auswertung und Regelungen begleitet werden, um das Vordringen ungeprüfter Methoden in die medizinische Praxis zu verhindern.[6]

## Empfehlungen
- Eine komplexe Erfassung der Probleme genderdysphorischer Jugendlicher
- Ausweitung der pädiatrischen Betreuung, Vernetzung mit anderen Disziplinen
- Erstellung eines individuellen Profils der ratsuchenden Jugendlichen mit Screenings zur geistigen Gesundheit und auf Autismus
- Einbeziehung des sozialen Umfelds in die Behandlung
- Entwicklung einer eigenständigen Behandlungsstrategie für Kinder vor der Pubertät
- Schaffung von Nachsorgezentren beim NHS für 17- bis 25-Jährige
- Schaffung von Beratungsmöglichkeiten für Detransitionierer unter Berücksichtigung von deren möglichem Wunsch nach anderen Behandlern als bei der Transition
- Jede Person, die beim NHS eine Transition wünscht, soll in einem Forschungsprogramm untersucht werden.
- Das vom NHS England kürzlich angekündigte Forschungsprogramm für Pubertätsblocker soll auf Sexualhormone ausgeweitet werden.
- Sexualhormone sollen an über 16-Jährige nur mit extremer Vorsicht ausgegeben werden; das normale Alter für deren Vergabe sollte 18 Jahre sein.
- Kommunikation der diesbezüglichen Entscheidungen des NHS an private Ärzte und Apotheken[7]

## Rezeption
Der Direktor des RCPCH, Steve Turner, kündigte an, die Empfehlungen des Reports zu berücksichtigen. Der englische NHS kündigte die Umsetzung der Empfehlungen des Cass-Reports an; der schottische NHS verwies darauf, dass er die Empfehlungen bereits teilweise berücksichtigt habe. Der Präsident des Royal College of Psychiatrists erklärte, mit den Empfehlungen des Reports übereinzustimmen. Die Berichterstatterin der UNO für Gewalt gegen Frauen und Mädchen, Reem Alsalem, begrüßte die Entscheidung des britischen NHS, die neue Verschreibung von Pubertätsblockern an Kinder nach der Veröffentlichung des Reports auszusetzen. Im britischen Guardian begrüßten Autoren einerseits eine Rückkehr des NHS zu Vernunft und Evidenz, andererseits verlangten sie eine Zurückweisung von transfeindlichem Bias mit derselben Entschiedenheit.
Der Weltfachverband für Transgender-Gesundheit (WPATH) kritisierte in einer Stellungnahme, dass die Grundlage des Cass-Reports auf der falschen Annahme beruhe, dass nicht-medizinische Alternativen den Leidensdruck bei Jugendlichen lindern könnten. Weiterhin wird die Empfehlung kritisiert, auf eine somatische Behandlung zu verzichten und eine rein psychologische Behandlung zu fokussieren bei einer Gruppe von Menschen, die von der Weltgesundheitsorganisation (WHO) nicht als inhärent psychisch krank angesehen werden.
Die Labour-Abgeordnete Dawn Butler kritisierte zunächst bei einer Debatte im britischen Unterhaus, im Cass-Report seien „über 100“ Studien zum Thema nicht berücksichtigt worden. Bei einer weiteren Unterhausdebatte am 22. April nahm sie diesen Vorwurf aber zurück. Hilary Cass verwies darauf, dass auch Studien von mäßiger Qualität in die Auswertung einbezogen wurden, was eine Quote von etwa 60 % ausgewerteten Studien ergibt. Das Fehlen von Doppelblindstudien erklärte sie damit, dass man jungen Menschen nicht unbemerkt Placebos für Pubertätsblocker oder Sexualhormone geben kann. Sie beklagte sich über Angriffe auf ihre Person, deretwegen sie keine öffentlichen Verkehrsmittel mehr benutzt, und betonte, dass ihre Studie nicht zum Ziel habe, das Recht von Menschen zur Transition oder die Identität transgeschlechtlicher Personen anzugreifen, sondern die medizinische Versorgung der dramatisch gestiegenen Zahl von Kindern und Jugendlichen mit Genderinkongruenz zu verbessern. Der NHS kündigte eine ähnliche Untersuchung über die medizinische Versorgung transgeschlechtlicher Erwachsener an; sie werde diese Untersuchung aber nicht durchführen.